# Frechen
Frechen è una città di 52 155 abitanti della Renania Settentrionale-Vestfalia, in Germania.
Appartiene al distretto governativo (Regierungsbezirk) di Colonia e al circondario (Kreis) del Reno-Erft (targa BM).
Frechen si fregia del titolo di "Media città di circondario" (Mittlere kreisangehörige Stadt).

## Cultura
Nello stemma di Frechen c'è un tipico recipiente "bottiglia-boccale" di ceramica, usato per vino o per birra, prodotto soprattutto nei secoli XVI e XVII e chiamato Bellarmine o Bartmann jug. Evidente era l'intento satirico di questo popolare recipiente poiché la forma umana, che ne decorava il naso e che a volte ne invadeva l'intera struttura, era la maschera di un satiro beffardo.